# Atractodes nigripennis
Atractodes nigripennis là một loài tò vò trong họ Ichneumonidae.